# Agente literário
Agente literário é o profissional ou empresa que intermedeia os textos dos escritores junto às editoras. Sua função é representar os interesses do autor da obra, negociando direitos autorais e demais cláusulas contratuais diante das editoras. 
Não há exigência de diploma específico para atuar na profissão, no entanto é importante que o agente tenha conhecimento profundo do mercado editorial, das lei autorais , além de ter habilidade em negociação.

Os valores percebidos pelo autor da obra normalmente em é torno de 10% sob o preço da capa. A remuneração do agente literário é uma porcentagem desses valores destinados ao autor que o contratou.